# David Marshall Williams
David Marshall Williams, apelidado de Marshall "Carbine" Williams (13 de novembro de 1900, Cumberland County, Carolina do Norte — 8 de janeiro de 1975 (74 anos), Raleigh), foi o projetista americano de armas de fogo responsável pelo desenvolvimento da "câmara flutuante" e do "pistão de curso curto", e condenado por um assassinato. Os projetos da "câmara flutuante" e do "pistão de curso curto" usavam o gás de alta pressão gerado na culatra da arma ou próximo a ela para operar a ação de armas de fogo semiautomáticas como a Carabina M1.

## Vida pregressa
David Marshall Williams nasceu em Cumberland County, Carolina do Norte, filho de James Claude Williams com sua segunda esposa, Laura Susan Kornegay. Ele era o mais velho de sete filhos e o meio-irmão mais novo dos cinco filhos do primeiro casamento de James Claude Williams com Eula Lee Breece. James Claude Williams era um rico e influente proprietário de terras de centenas de acres em Godwin, Carolina do Norte e arredores.
Quando menino, ele trabalhou na fazenda de sua família. Ele foi expulso da escola durante a oitava série pelo Diretor da Escola Godwin H.B. Gaston e começou a trabalhar em uma oficina de ferreiro. Na idade de 15 ele se alistou na Marinha alegando que tinha 17 anos. Seu alistamento na Marinha durou pouco quando a Marinha percebeu sua verdadeira idade.
Em 1917, matriculou-se na Blackstone Military Academy. Ele não conseguiu completar o primeiro semestre devido à sua expulsão por roubo de propriedade do governo em posse da escola. Vários rifles e 10.000 cartuchos de munição foram encontrados em seu porta-malas pelo Coronel E.S. Ligon, dono da academia, descobriu que Williams havia enviado as coronhas dos rifles para casa e se recusou a devolvê-los.
Em 11 de agosto de 1918, no condado de Cumberland, ele se casou com Margaret Cooke e mais tarde tiveram um filho, David Marshall Jr.
Após o casamento, ele conseguiu emprego como trabalhador braçal na Atlantic Coast Line Railroad. Várias semanas depois, enquanto trabalhava com uma equipe ferroviária, ele puxou uma arma e atirou em um pássaro voando, errando o pássaro, mas tendo seu contrato rescindido por seu supervisor, o capitão McNeill, mestre de seção.

### Assassinato de Alfred Jackson Pate
Williams começou a operar uma destilaria ilegal perto de Godwin, Carolina do Norte. Em 22 de julho de 1921, o "County Sheriff" ("Xefife de Condado") de Cumberland e cinco "Deputy Sheriffs" apreenderam a destilaria e o produto depois que os trabalhadores fugiram. Enquanto transportavam as evidências para longe da cena, os policiais foram atacados por tiros na floresta. Afastando-se do local no estribo lateral do carro da polícia, o xerife Alfred Jackson Pate foi atingido por duas balas e morreu no local. Williams foi preso pelo assassinato no dia seguinte.
O depoimento do inquérito legista em 1º de agosto de 1921, seguido pela acusação no dia seguinte, revelou que um total de cinco tiros foram disparados contra os agentes da lei de um único local. Um dos agentes presentes no tiroteio identificou Williams como a pessoa que disparou o rifle contra o xerife Pate. Williams foi detido para responder por homicídio de primeiro grau com possibilidade de sentença de morte. Os advogados que representam Williams notificaram o tribunal que Williams não poderia ser julgado pelas acusações contra ele devido à insanidade. Williams e cinco trabalhadores negros que ele contratou para administrar a destilaria foram acusados de operar a destilaria.
Em 11 de outubro de 1921, um júri de 12 homens foi formado para ouvir o depoimento e decidir a questão da sanidade de Williams. O testemunho começou em 12 de outubro e continuou por quatro dias. Williams foi novamente identificado pelo vice-xerife como a pessoa que atirou no xerife Pate. Os tiros vieram da direção em que Williams havia fugido, e todos os cinco trabalhadores empregados por Williams testemunharam que correram em uma direção diferente. A audiência terminou em um "hung jury" (sem decisão unânime, 11-1 para sanidade).
Em 22 de novembro de 1921, seus advogados retiraram a alegação de insanidade e Williams declarou-se culpado de assassinato em segundo grau. Imediatamente depois, Williams e seus cinco trabalhadores se confessaram culpados da acusação de fazer bebidas alcoólicas.
Em 25 de novembro de 1921, Williams recebeu uma sentença de “trinta anos de trabalhos forçados, para usar listras de criminoso” pelo assassinato do "County Sheriff" Pate. No mesmo dia, um dos trabalhadores negros contratados por Williams, Ham Dawson, foi indiciado e julgado no Tribunal Superior do Condado de Cumberland sob a acusação de "agressão armada velada" ao xerife Pate. Williams testemunhou durante o julgamento que ele havia disparado o primeiro tiro, mas não tinha a intenção de matar o xerife. Dawson disparou os tiros restantes com a intenção de matar o xerife. No mesmo dia, o júri de 12 homens totalmente brancos votou 12-0 pela absolvição e Dawson foi solto.

## Anos de prisão

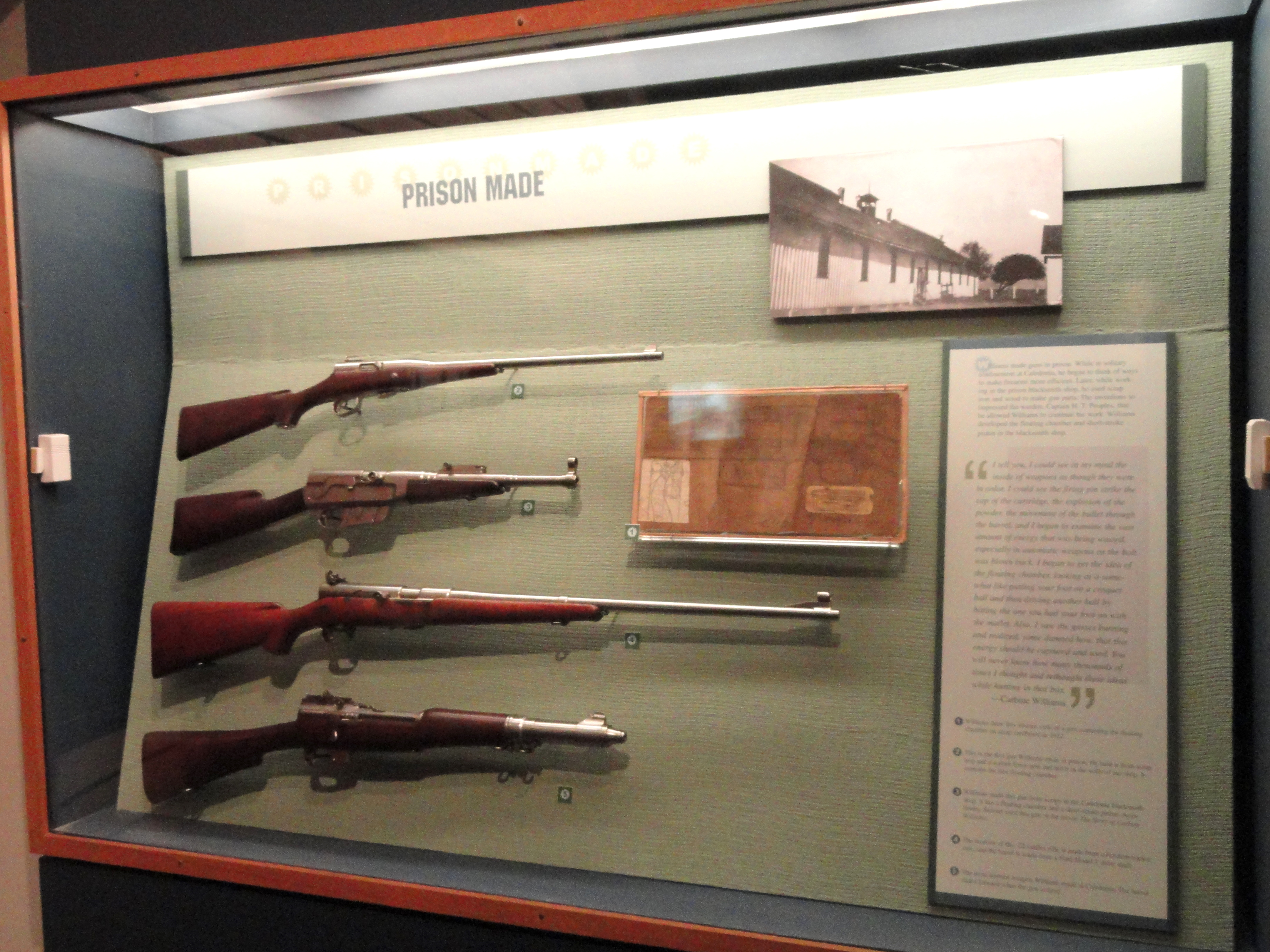
As primeiras carabinas criadas por
Marshall "Carbine" Williams durante a prisão.

Enquanto cumpria pena na "Caledonia State Prison Farm" no Halifax County, Carolina do Norte, Williams relatou que o superintendente, H.T. Peoples notou sua aptidão mecânica e permitiu-lhe acesso à oficina mecânica da prisão, onde demonstrou um talento especial para fabricar suas próprias ferramentas que faltavam na oficina. Ele começou a consertar as armas usadas pelos guardas da prisão. Suas habilidades na oficina mecânica permitiram que ele ficasse à frente de suas atribuições e lhe deu tempo para desenvolver suas ideias para armas de fogo automáticas.
Ele economizava papel e lápis e ficava acordado até tarde da noite fazendo planos para várias armas de fogo. Sua mãe enviou-lhe um conjunto de rascunhos e dados técnicos sobre armas e, eventualmente, forneceu-lhe contatos com advogados de patentes, que não puderam ajudá-lo enquanto ele estivesse encarcerado.
Williams projetou e construiu quatro rifles semiautomáticos enquanto estava na prisão. Todos os quatro usaram o gás de alta pressão dentro da culatra enquanto um cartucho era disparado para operar suas ações semiautomáticas. O meio usado para fazer isso foi uma câmara flutuante contendo o cartucho que canalizava o gás na frente da câmara para forçar a câmara flutuante para trás no ferrolho com energia suficiente para operar a ação. O movimento para trás da câmara foi limitado a um curso curto para impactar a face do ferrolho, tornando a câmara flutuante um pistão de gás de curso curto. Todos os quatro rifles fazem parte da exposição permanente de David Marshall Williams no "North Carolina Museum of History".

## Comutação e liberdade condicional
Sua família iniciou uma campanha para comutar sua sentença e juntou-se a eles o xerife a quem ele havia se rendido. A viúva do homem que ele foi condenado por matar foi abordada e concordou que sua sentença deveria ser comutada se seu trabalho ajudasse o país. O pedido de comutação foi submetido ao governador da Carolina do Norte, Angus McLean, em 22 de novembro de 1927.
Em 16 de dezembro de 1927, o governador da Carolina do Norte, Angus McLean, comutou a sentença de trinta anos para “um mínimo de dez e máximo de vinte anos”.
Os registros do Escritório do Superintendente, Prisões Estaduais de NC indicam que Williams foi "regularmente dispensado da Prisão do Estado por Expiração da Sentença" em 29 de setembro de 1929. [12]

## Desenvolvimento de armas de fogo
De volta ao condado de Cumberland, ele começou a trabalhar no aperfeiçoamento de suas invenções, depositando suas primeiras patentes em 2 de fevereiro de 1931. Entre elas estava um pedido de patente intitulado "Arma de fogo automática" Patente E.U.A. 2 090 656 publicada em 24 de agosto de 1937. Este pedido detalhou seu conceito para o uso do gás de alta pressão na culatra ou próximo a ela para operar a ação de uma arma de fogo semiautomática. O pedido e a patente subsequente detalham vários designs diferentes para fazer isso, incluindo as câmaras flutuantes que ele fabricou nos quatro rifles que construiu enquanto estava preso.
No período entre 1931 e 1958 ele continuou desenvolvendo seus projetos e obtendo patentes que foram aplicadas pelas seguintes empresas/organizações:
- Colt's Manufacturing Company
- U.S. Ordnance Department
- Remington Arms
- Winchester Repeating Arms Company

## Anos finais
A edição de 6 de novembro de 1960 do The Fayetteville Observer incluiu um artigo intitulado "A condição de Williams ainda é crítica": "David Marshall (Carbine) Williams, 66, de Godwin, Rte. 1, inventor da carabina do Exército, estava em crítica condição sábado à meia-noite em um Hospital Dunn. O médico de Williams, Dr. LR Doffermyre, disse que seu exame na noite de sábado indicou que Williams estava "extremamente crítico". O homem do condado de Cumberland foi internado no hospital na semana passada para tratamento de um fígado doença. Ele estava inconsciente há pelo menos três dias. " O artigo indica que sua esposa, filho e três netos estavam ao lado de sua cama. O Fayetteville Observer de 14 de novembro de 1960 incluiu um relatório de acompanhamento indicando que Williams estava se recuperando.
Durante a década de 1960, Williams permaneceu em casa com sua esposa e família. Williams finalmente doou sua coleção pessoal e toda a oficina para o North Carolina Museum of History. Em 22 de junho de 1971, o museu realizou a cerimônia de abertura da exposição David Marshall Williams no museu, onde permanece em exibição permanente. A exibição inclui todo o edifício da oficina Williams. Todos os conteúdos permanecem no mesmo local onde Williams os deixou.
Em 1972, David Marshall Williams foi internado no Dorothea Dix Hospital em Raleigh, Carolina do Norte. Sua esposa descreveu sua condição como sendo incapaz de reconhecer sua própria família. O Dorothea Dix Hospital é um hospital psiquiátrico com atendimento de curto e longo prazo para pacientes com diversos transtornos mentais, tanto psicológicos quanto físicos. Williams permaneceu no hospital até sua morte em 8 de janeiro de 1975.
Seu atestado de óbito lista a causa primária de sua morte como parada cardiorrespiratória com fatores que contribuem para pneumonia brônquica e síndrome cerebral orgânica. A Síndrome Cerebral Orgânica (OBS) é a diminuição da função mental devido a uma doença médica diferente de uma doença psiquiátrica. Exemplos são acidente vascular cerebral, doença de Alzheimer, insuficiência hepática, abuso de álcool a longo prazo e abstinência do álcool, entre muitos outros.
Williams foi sepultado no cemitério da Igreja Presbiteriana Old Bluff perto de Wade, Carolina do Norte.

## Legado
Embora a lenda fictícia de "Carbine Williams" tenha atraído mais atenção para Williams ao longo dos anos, seu design, redesenho e desenvolvimento de armas de fogo que usaram o gás de alta pressão na culatra ou próximo a ela para operar sua ação semiautomática permaneceram significativas contribuições utilizadas na concepção e desenvolvimento de novas armas de fogo e como ponto de partida para outros inventores surgirem com novas ideias.
A patente norte-americana para a "Benelli Shotgun" de grande sucesso (Patente E.U.A. 4 604 942) faz referência à patente de Williams para sua patente norte-americana "Inertia Operated Bolt Lock" Patente E.U.A. 2 476 232. As linhas de espingardas semiautomáticas Weatherby SA-08 e SA-459 fabricadas para a Weatherby pela Armsan & Armtac em Istambul, Turquia, usam um alojamento de pistão a gás externo e um pistão a gás de curso curto que impacta uma haste operacional para alternar a ação semiautomática. A Armsan fabrica e comercializa na Europa sua própria linha de espingardas semiautomáticas usando este design.